# Dalbergia glandulosa
Dalbergia glandulosa é um gênero de fabaceae, que foi descrito pela primeira vez por George Bentham. Dalbergia glandulosa pertence ao gênero Dalbergia, e à família das leguminosas.